# Bringfriede Kahrs
Bringfriede Kahrs (* 5. Juli 1943 in Bremen) ist eine deutsche Pädagogin und Politikerin (SPD). Sie war von 1995 bis 1999 Senatorin für Bildung, Wissenschaft, Kunst und Sport der Freien Hansestadt Bremen sowie von 1987 bis 1995 und von 1999 bis 2001 Mitglied der Bremischen Bürgerschaft.

## Leben
Kahrs legte im Jahr 1963 das Abitur ab. Sie schloss 1975 ihr Studium an der Pädagogischen Hochschule Bremen ab und unterrichtete von 1976 bis 1987 an einem Sekundarstufe-I-Zentrum. Parallel dazu studierte sie bis 1979 an der Universität Bremen einschließlich der Erweiterungsprüfung zum Ersten Staatsexamen für die Sekundarstufe II.
Sie war mit dem Politiker Wolfgang Kahrs verheiratet. Aus dieser Ehe stammen der 1963 geborene Sohn Johannes Kahrs sowie zwei weitere Kinder.
Kahrs trat als Abiturientin im Jahr 1963 der SPD bei, 1982 übernahm sie den Vorsitz eines SPD-Ortsvereins in Bremen. 1987 wurde sie in die Bremische Bürgerschaft gewählt. Von 1995 bis 1999 gehörte sie dem Senat der Freien Hansestadt Bremen an und war als Nachfolgerin von Henning Scherf Senatorin für Bildung, Wissenschaft, Kunst und Sport (ihre Nachfolge trat 1999 Willi Lemke an). Sie gehörte als kooptiertes Mitglied dem Präsidium der Kultusministerkonferenz an. Danach war sie von Juli 1999 bis Februar 2001 erneut Bürgerschaftsabgeordnete.
Bringfriede Kahrs lebt in Hamburg und ist dort Vorstandsmitglied der SPD Hamburg-Innenstadt, langjähriges Mitglied der Bezirksversammlung Hamburg-Mitte mit einem Sitz im Bauausschuss.

## Veröffentlichungen
- Informationsgesellschaft – eine Herausforderung an die Bildung. Landesbildstelle Bremen, Bremen 1998.